# Metropool Barcelona

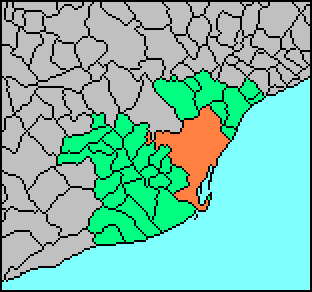
Unie van gemeenten

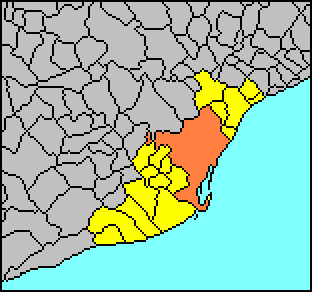
Vervoerregio

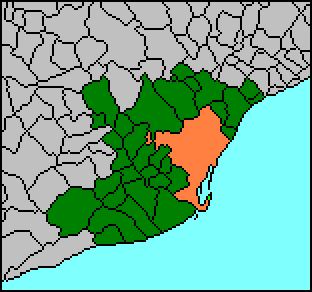
Milieuregio

De metropool Barcelona (officieel: Àrea metropolitana de Barcelona) is een dichtbevolkt gebied van 36 steden en gemeenten rondom de Catalaanse stad Barcelona in Spanje. Er woonden in 2007 in dit gebied van 633 km² ongeveer 3.150.380 mensen.
Dit gebied is ook de centrale regio van het Stedelijk gebied van Barcelona waar ongeveer 4.856.579 mensen wonen.

## Interne functie
Het wordt gevormd door:
- Mancomunitat de Municipis (Unie van gemeenten): 31 aangesloten gemeenten. Het beheert de gezamenlijke belangen op het gebied van: openbare ruimte, infrastructuur, materiaal, verstedelijking en huisvesting. In dit gebied van 495 km² bedient deze unie 3.029.389 mensen. Gezien wat deze unie doet kan dit gebied beschouwd worden als de echte metropool Barcelona.
- Entitat del Transport[3] (Vervoerregio): 18 deelnemende gemeenten. 2.790.803 mensen in een gebied van 332 km² maken gebruik van deze dienst. De deelnemende gemeenten zijn deze die "vastgegroeid" zijn aan de stad. Opgericht om, als regio, het openbaar vervoer in dit gebied te beheren.
- Entitat del Medi Ambient[4] (Milieuregio): 33 deelnemende gemeenten. Deze service is voor 3.121.795 in een gebied van 583 km². Het beheert de riolen en zorgt voor het ophalen en verwerken van huisvuil.

## Geografie
De metropool Barcelona ligt centraal aan de Catalaanse kust en rondom Barcelona. Het kan onderverdeeld worden in twee regio's:
- De aangrenzende zone vormt een geheel met de stad en wordt begrensd door de Middellandse Zee en de Serra de Collserola. Enkele steden in deze zone zijn Badalona, L'Hospitalet de Llobregat, Santa Coloma de Gramenet en Cornellà de Llobregat. De grens tussen gemeenten in deze regio wordt gevormd door straten, wegen en rivierbeddingen zoals de Llobregat en Besòs.
- De aangrenzende zone: in deze zone zijn qua omvang verschillende woonkernen veelal met gewone eengezinswoningen, industrieën, bossen, etc. In deze regio bevinden zich steden als Sant Vicenç dels Horts, Sant Cugat del Vallès en Cerdanyola del Vallès.

## Gemeenten van de metropool
| Gemeente                  | Comarca           | Bevolking | Grootte (km²) | Dichtheid | Afstand tot Barcelona |
| ------------------------- | ----------------- | --------- | ------------- | --------- | --------------------- |
| Barcelona                 | Barcelonès        | 1.595.110 | 101           | 15.951    | ---                   |
| L'Hospitalet de Llobregat | Barcelonès        | 251.848   | 12            | 20.987    | aangrenzend           |
| Badalona                  | Barcelonès        | 216.201   | 22            | 9.827     | 10,8                  |
| Santa Coloma de Gramenet  | Barcelonès        | 116.765   | 7             | 16.681    | aangrenzend           |
| Cornellà de Llobregat     | Baix Llobregat    | 84.477    | 7             | 12.068    | 16                    |
| Sant Boi de Llobregat     | Baix Llobregat    | 80.727    | 22            | 3.669     | 17,5                  |
| Sant Cugat del Vallès     | Vallès Occidental | 74.345    | 48            | 1.517     | 10                    |
| El Prat de Llobregat      | Baix Llobregat    | 62.663    | 31            | 2.021     | aangrenzend           |
| Viladecans                | Baix Llobregat    | 61.718    | 20            | 3.086     | 21,8                  |
| Castelldefels             | Baix Llobregat    | 58.955    | 13            | 4.535     | 27,7                  |
| Cerdanyola del Vallès     | Vallès Occidental | 57.758    | 32            | 1.925     | 17,7                  |
| Esplugues de Llobregat    | Baix Llobregat    | 46.286    | 5             | 9.257     | aangrenzend           |
| Gavà                      | Baix Llobregat    | 44.678    | 31            | 1.489     | 23,1                  |
| Sant Feliu de Llobregat   | Baix Llobregat    | 42.273    | 12            | 3.523     | 16                    |
| Ripollet                  | Vallès Occidental | 35.661    | 4             | 8.915     | 18                    |
| Sant Adrià de Besòs       | Barcelonès        | 32734     | 4             | 8.184     | aangrenzend           |
| Montcada i Reixac         | Vallès Occidental | 32.111    | 23            | 1.396     | aangrenzend           |
| Sant Joan Despí           | Baix Llobregat    | 31.671    | 6             | 5.279     | 13,8                  |
| Barberà del Vallès        | Vallès Occidental | 29.208    | 8             | 3.651     | 15                    |
| Sant Vicenç dels Horts    | Baix Llobregat    | 27.106    | 9             | 3.012     | 16,9                  |
| Sant Andreu de la Barca   | Baix Llobregat    | 25.743    | 6             | 4.291     | 19                    |
| Molins de Rei             | Baix Llobregat    | 23.540    | 16            | 1.472     | 12,9                  |
| Sant Just Desvern         | Baix Llobregat    | 15.391    | 8             | 1.924     | aangrenzend           |
| Badia del Vallès          | Vallès Occidental | 13.975    | 1             | 13.975    | 20                    |
| Corbera de Llobregat      | Baix Llobregat    | 13.133    | 18            | 691       | 25,4                  |
| Castellbisbal             | Vallès Occidental | 11.540    | 31            | 372       | 22                    |
| Pallejà                   | Baix Llobregat    | 10.819    | 8             | 1.352     | 17                    |
| Montgat                   | Maresme           | 9.778     | 3             | 3.59      | 14                    |
| Cervelló                  | Baix Llobregat    | 7.944     | 22            | 331       | 20                    |
| Santa Coloma de Cervelló  | Baix Llobregat    | 7.508     | 7             | 1.073     | 18                    |
| Tiana                     | Maresme           | 7.417     | 8             | 927       | 15                    |
| Begues                    | Baix Llobregat    | 5.898     | 50            | 118       | 20                    |
| Torrelles de Llobregat    | Baix Llobregat    | 4.974     | 14            | 355       | 21                    |
| El Papiol                 | Baix Llobregat    | 3.781     | 9             | 420       | 15                    |
| Sant Climent de Llobregat | Baix Llobregat    | 3.631     | 11            | 330       | 19                    |
| La Palma de Cervelló      | Baix Llobregat    | 3.009     | 5             | 602       | 21                    |
| Totalen                   |                   | 3.150.380 | 633           | 4.977     |                       |